# Lego DC Szuperhősök: Aquaman – Atlantisz haragja
A Lego DC Szuperhősök: Aquaman – Atlantisz haragja (eredeti cím: Lego DC Comics Super Heroes: Aquaman – Rage of Atlantis) 2018-ban bemutatott amerikai 2D-s számítógépes animációs szuperhősfilm, amelyet Matt Peters rendezett.
Amerikában 2018. július 22-én mutatták be a New York Comic Conon, 2018. július 31-én pedig DVD-n és Blu-ray-n is kiadták. Magyarországon a ProVideo készíttetett hozzá szinkront, viszont nem jött ki DVD-n.

## Szereplők
| Szerep                     | Eredeti hang      | Magyar hang           |
| -------------------------- | ----------------- | --------------------- |
| Aquaman                    | Dee Bradley Baker | Czető Roland          |
| Dex-Starr                  | Dee Bradley Baker | saját hangján         |
| Halacska                   | Dee Bradley Baker | saját hangján         |
| Batman                     | Troy Baker        | Crespo Rodrigo        |
| Jimmy Olsen                | Eric Bauza        | Harcsik Róbert        |
| Csapos                     | Eric Bauza        | Gubányi György István |
| Óceán ura                  | Trevor Devall     | Penke Bence           |
| Mera                       | Susan Eisenberg   | Sallai Nóra           |
| Atrocitus                  | Jonathan Adams    | Bolla Róbert          |
| Csodanő                    | Grey Griffin      | Berkes Boglárka       |
| Lois Lane                  | Grey Griffin      | Bognár Anna           |
| Gyűrű                      | Grey Griffin      | Törtei Tünde          |
| Robin / Damian Wayne       | Scott Menville    | Timon Barnabás        |
| Zöld Lámpás / Jessica Cruz | Cristina Milizia  | Gyöngy Zsuzsa         |
| Superman                   | Nolan North       | Király Adrián         |
| Kiborg                     | Khary Payton      | Moser Károly          |
| Batgirl / Barbara Gordon   | Alyson Stoner     | Hábermann Lívia       |
| Lobo                       | Fred Tatasciore   | Kis Horváth Zoltán    |

### Magyar változat
- Magyar szöveg: Laki Balázs
- Hangmérnök: Árvai Csaba
- Gyártásvezető: Boskó Andrea
- Szinkronrendező: Bartucz Attila
- Produkciós vezető: Kovács Anita
- További magyar hangok: Bartók László, Kapácsy Miklós, Petridisz Hrisztosz

A szinkront az ProVideo megbízásából a Pannonia készítette 2018-ban.